# Hedda Hynne
Hedda Hynne (13 de marzo de 1990) es una deportista de Noruega que compite en atletismo. Ganó una medalla de oro en el Campeonato Europeo de Atletismo por Equipos de 2019, en la prueba de 800 m.